# Aníbal Miranda Ferreira da Silva
Aníbal Miranda Ferreira da Silva, ou simplesmente Aníbal Miranda, é um político brasileiro que foi nomeado como o primeiro governador do Acre após a elevação do mesmo de território federal a estado por força da Lei n.º 4.070, de 15 de junho de 1962. Nomeado nesse mesmo dia, transferiu o cargo a José Augusto de Araújo em 1º de março de 1963. Meses depois, Miranda foi eleito prefeito de Rio Branco.